# Луиза Пруска (1829–1901)
Мария Луиза Анна Пруска (на немски: Marie Luise Anna Prinzessin von Preussen; * 1 март 1829 в Берлин; † 10 май 1901 във Франкфурт на Майн) е принцеса от Кралство Прусия от фамилията Хоенцолерн и чрез жентиба ландграфиня на Хесен-Филипстал-Бархфелд.
Тя е дъщеря на принц Карл Пруски (1801 – 1883) и съпругата му принцеса Мария фон Саксония-Ваймар-Айзенах (1808 – 1877), дъщеря на велик херцог Карл Фридрих фон Саксония-Ваймар-Айзенах (1783 – 1853) и руската велика княгиня Мария Павловна (1786 – 1859). Баща ѝ е третият син на пруския крал Фридрих Вилхелм III (1770 – 1840) и принцеса Луиза фон Мекленбург-Щрелиц (1776 – 1810).
Луиза Пруска се омъжва на 27 юни 1854 г. в дворец Шарлотенбург в Берлин за ландграф Алексис fon Хесен-Филипстал-Бархфелд (* 13 септември 1828; † 16 август 1905), син на ландграф Карл фон Хесен-Филипстал-Бархфелд (1784 – 1854) и втората му съпруга принцеса София Поликсена Каролина фон Бентхайм-Щайнфурт (1794 – 1873). Бракът е бездетен. Те се развеждат на 6 март 1861 г.
Тя купува през 1873 г. дворец Монфор на Боденското езеро за 130 000 гулден и го ползва до смъртта си преди всичко през лятото.
Луиза Пруска умира на 72 години на 10 май 1901 г. във Франкфурт на Майн. Погребана е в църквата „Св. Петър и Павел“ в Берлин-Ванзее.